# دانا إل. كريستنسن
دانا إل. كريستنسن (بالإنجليزية: Dana L. Christensen)‏ هو محامي وقاضي أمريكي، ولد في 23 مارس 1951 في نيويورك في الولايات المتحدة.